# 推進駕駛
推進駕駛，指動力集中式的鐵路列車，提供動力的機車並非位於行駛方向的最前方，推著列車向前行走。

## 概要
正常動力集中式列車，機車在最前方拉著列車行駛，司機可以獲得最佳視野，但是到了終點站要改變行駛方向，為確保司機能在行駛方向最前獲得最佳視野，需要調度機車到另一端。
如果列車的另一端加設駕駛室，可以控制機車的運作，即使不調度機車，也能在改變方向時，司機永遠坐在列車行駛方向的最前方，獲得最佳視野。

## 推進駕駛的列車
- X2000
- Kinokuni Sea Side（西日本旅客鐵道）